# Pirquitasita
La pirquitasita és un mineral de la classe dels minerals sulfurs, que pertany al grup de l'estannita. Rep el nom del dipòsit de Pirquitas, a l'Argentina, la seva localitat tipus.

## Característiques
La pirquitasita és una sulfosal de fórmula química Ag₂ZnSnS₄. Cristal·litza en el sistema tetragonal. La seva duresa a l'escala de Mohs és 4.
Segons la classificació de Nickel-Strunz, la pirquitasita pertany a «02.CB - Sulfurs metàl·lics, M:S = 1:1 (i similars), amb Zn, Fe, Cu, Ag, etc.» juntament amb els següents minerals: coloradoïta, hawleyita, metacinabri, polhemusita, sakuraiïta, esfalerita, stil·leïta, tiemannita, rudashevskyita, calcopirita, eskebornita, gal·lita, haycockita, lenaïta, mooihoekita, putoranita, roquesita, talnakhita, laforêtita, černýita, ferrokesterita, hocartita, idaïta, kesterita, kuramita, mohita, estannita, estannoidita, velikita, chatkalita, mawsonita, colusita, germanita, germanocolusita, nekrasovita, estibiocolusita, ovamboïta, maikainita, hemusita, kiddcreekita, polkovicita, renierita, vinciennita, morozeviczita, catamarcaïta, lautita, cadmoselita, greenockita, wurtzita, rambergita, buseckita, cubanita, isocubanita, picotpaulita, raguinita, argentopirita, sternbergita, sulvanita, vulcanita, empressita i muthmannita.

## Formació i jaciments
Va ser descoberta al dipòsit d'argent i estany de Pirquitas, situat al departament de Rinconada (Província de Jujuy, Argentina). També ha estat descrita en altres llocs molt propers dins el mateix departament, així com a Bolívia, el Perú, Romania i el Japó.